# Elrond
Elrond jelentése csillag-kupola. Kitalált szereplő J. R. R. Tolkien világában.
Eärendil és Elwing fia. Avernienben született. Feänor fiainak fogságába esett. Valószínűleg részt vett a Nagy Csatában. Az Első kor végén a valák megengedték neki, hogy válasszon, melyik fajhoz akar tartozni. Úgy döntött, hogy a tündék közt marad. Lindonban élt Gil-Galaddal, egészen a Másodkor 1695. évéig, amikor is Eregionba vonult, így segítve a Szauron ellen való harcot.
A Másodkor 1697. évében lerohanták Eregiont és az életben maradt noldák elmenekültek, és megalapították Völgyzugolyt (Imladrist), amely Gil-Galad bukása után a legfontosabb tünde menedék volt.
A Harmadkor 100. évében feleségül vette Celebríant, Galadriel és Celeborn lányát. 3 gyermekük született: Elladan, Elrohir és Arwen. A Harmadkorban tanácsokkal, csapatokkal, tettekkel segítette az északi dúnadánokat. Tagja volt a fehér tanácsnak is. A Harmadkor végén a Gyűrű szövetségének tagjaival együtt átkelt a Tengeren.
Ő nevelte fel a Dúnadánok vezetőit mivel bár távoli ágon de rokonok voltak, és ő őrizte a koronázási ékszereket is. Barahír gyűrűjét, az Annúminasi Jogart és a törött Narsil darabjait.
Ő viselte a Három Gyűrű közül a legnagyobb hatalommal bírót, a Vilyát, amit Gil-Galadtól kapott.